# Eubaphe aeetes
Eubaphe aeetes là một loài bướm đêm trong họ Geometridae.